# Pedro Robinet
Pedro Robinet (Stenay, 22 de marzo de 1652 - Estrasburgo, 7 de noviembre de 1738) fue jesuita, confesor real y fundador de la Biblioteca Nacional de España.
Desde la Champagne, donde nació y pasó su infancia, ingresó en la Compañía de Jesús en 1671, distinguiéndose enseguida por su amor a la lectura y los libros. Acabada su formación, enseñó teología en Pont-á-Mousson (1691-1692) y Estrasburgo (1692-1698). Después de acompañar al embajador extraordinario de Francia en Dinamarca (1698-1701), fue rector del colegio-seminario de Estrasburgo (1701), convertido ese año en Universidad, y del de Reims (1704-1705).

## Confesor del Rey de España
Luis XIV lo eligió (1705) para suceder a Guillaume Daubenton como confesor del rey Felipe V de España y, en carta a su nieto, lo presenta como «buen religioso, que se dedicará únicamente a cuidar de la conciencia del rey y no se saldrá de los límites de su cometido». Era un modo de tranquilizar al gobierno español, alarmado por la propensión contrapuesta de Daubenton, que tuvo que dejar el confesionario real por presiones de María Ana de la Trémoilles, la intrigante princesa de los Ursinos. Entre el primer y segundo periodo del padre Daubentón (1705-1715) el padre Robinet ostenta el cargo de confesor real. Según Astrain, Robinet era de “carácter retraído, exclusivamente francés”, lo que “le mantuvo siempre alejando de los españoles, que los miraban con cierto despego”. Sin embargo, los franceses, sobre todo Maurepas, lo cubren de elogios por su talento y cordura. Robinet no se complicó mucho en política, dedicándose a quitar escrúpulos al monarca, uno de los cuales era que, como francés, creía no tenía derechos al trono español. El confesor acompañó al monarca en una serie de viajes por tierras de España, asoladas por el ejército del archiduque Carlos de Austria, que había sido proclamado rey de España por los aliados. Eran los tiempos en que la corte se había trasladado a Burgos y la reina y el  príncipe se veían obligados a llevar una vida  de privaciones. El padre Robinet tuvo que levantar el ánimo del que llamaban Felipe el Animoso hasta que obtuvo la victoria de Almansa. Pero  su momento más difícil fue cuando el papa Clemente XI reconoce como rey de España al archiduque Carlos, a pesar de que ya lo había hecho antes a Felipe V, ante la amenaza de que el general austríaco Danu invadiera Roma.
El Papa posponía así un monarca católico como Felipe V a un rey que gobernaba una nación protestante. Para superar esta angustia, el rey  español convocó una Junta de Teólogos, presidida por el padre Robinet, que recibió la orden de estudiar si había que cerrar la Nunciatura y romper las relaciones con los Estados pontificios. Tras el veredicto de los reunidos, una escolta real puso al nuncio en la frontera y se mandó venir al embajador en Roma, duque de Uceda.

## Biblioteca Nacional
Poco paró en palacio Robinet, que acompañaba a Felipe V en los frentes de Guadalajara, Portugal y Cataluña, hasta que el duque de Berwick ganó para España la batalla de Almansa. En 1711 el jesuita Robinet, en colaboración con su amigo el regalista Melchor Rafael de Macanaz, expone al rey el proyecto de la creación de la Biblioteca Real, embrión de la futura Biblioteca Nacional. Cuando el prolijo proceso de reunir libros de diversas bibliotecas con este fin estaba en marcha, muere la reina María Luisa en enero de 1714 y Felipe V, hundido en la tristeza, intenta huir de todo lo que le recuerda a su esposa. Mientras la princesa de los Ursinos, perdida su compañera de gobierno, se aplica en aliviar y entretener al viudo, el embajador francés Bonnac enjuicia así en un informe de 1714 al confesor: "El rey ve a su confesor todos los días por lo menos un cuarto de hora. El padre Robinet es un buen religioso, que raramente se ocupaba de los asuntos extraños a su ministerio, pero cuando lo hace es siempre escuchado. Está muy bien intencionado con Francia". Ante las habladurías sobre las relaciones de la Ursinos, que ya tiene sesenta años, con el Rey, el confesor le aconseja que la tome en matrimonio, lo que asusta al monarca y a la propia princesa.
La dirección política de la nueva reina, la italiana Isabel de Farnesio, secundada por el inquisidor general, provocó su dimisión, cuando el jesuita pretendía defender la ortodoxia de Macanaz, procesado por la Inquisición, e intercedía ante el Rey en favor de Orry. Su amigo, el cardenal Giudice, que vuelve también con grandes poderes, no había olvidado que Robinet no le ayudó en sus pretensiones para el arzobispado de Toledo y que Macanaz había informado al Rey que no podían los extranjeros, conforme a las leyes españoles, ocupar esta sede, para la que fue preferido el reformador Valero y Losa.
Así, vueltas las tornas, Robinet es destituido, y Macanaz huye a Francia. El 6 de marzo de 1715 cesa en su cargo de confesor real. Al parecer  el pueblo de Madrid no sentía especial simpatía por este jesuita francés. Y esta puede ser la causa, según Astráin, de los rumores que sobre su conducta llegaron al general de la Orden, padre Miguel Ángel Tamburini. Deseando averiguar lo que había de cierto en tales imputaciones,  el general de la Compañía pidió a cinco jesuitas insignes de Madrid que contestasen a un cuestionario de ocho cargos que se hacían al padre Robinet sobre su pretendido regalismo frente a la Santa Sede y su falta de “modestia”, por organizar encuentros y banquetes con personalidades. En una carta que se conserva en el Archivo de Palacio se dice "que S.M. queda satisfecho de su celo y amor, y cree que le encomendará a Dios y le pedirá acierto en el gobierno de la Monarquía". Vuelto a Francia, fue de nuevo rector de Estrasburgo (1716-1719), provincial de Champaña (1721-1724) y por tercera vez rector de Estrasburgo (1725-1728), cuya biblioteca acrecentó notablemente.